# Pietro Aurino
Pietro Aurino (Torre Annunziata, 16 novembre 1976) è un ex pugile italiano.

## Biografia

### Carriera da dilettante
Soprannominato Il killer, ha vinto la medaglia d'oro ai Campionati mondiali militari del 1995 a Roma  e ai Campionati europei di pugilato dilettanti 1996 di Vejle (Danimarca) nella categoria mediomassimi (-81 kg). 
Ha rappresentato l'Italia ai giochi olimpici di Atlanta 1996, dove è stato battuto al secondo turno maschile dal kazako Vassiliy Jirov, che ha poi vinto la medaglia d'oro.

### Carriera da professionista
Ha intrapreso la carriera professionistica nel 1997, all'età di 21 anni. Da professionista ha combattuto 41 incontri, collezionando 38 vittorie, di cui 16 prima del limite.
Dal 1999 al 2001 è stato quattro volte campione italiano dei Pesi massimi leggeri. Nello stesso periodo ha fatto sua la corona dell'Unione Europea dei pesi massimi leggeri battendo Roberto Domínguez, titolo poi difeso contro lo sfidante italiano Paolo Ferrara. Nel 2002 ha vinto il titolo europeo EBU, e lo ha poi difeso tre volte battendo tra gli altri il connazionale Vincenzo Rossitto. Nel 2004 ha conquistato la cintura internazionale WBC dei pesi massimi leggeri, mandando al tappeto Joseph Marwa.
Nel 2005 avrebbe dovuto affrontare Vincenzo Cantatore, ma i due non raggiunsero l'accordo economico per realizzare l'incontro. È rimasto inattivo dal 2007 al 2016 per poi combattere gli ultimi due vittoriosi match e ritirarsi definitivamente nel 2017.

### Vicende giudiziarie
Il 7 giugno 2007 Aurino viene arrestato per concorso esterno in associazione camorristica, spaccio e traffico d'armi. È condannato a dieci anni, poi ridotti a otto. Ha finito di scontare la pena nel 2016, e pochi mesi dopo è tornato a combattere.